# Тищенко, Алексей Викторович (футболист)
Алексей Викторович Тищенко (укр. Олексій Вікторович Тищенко; род. 21 июля 1994, Николаев) — украинский футболист, полузащитник

## Биография
Воспитанник николаевского ДЮСШ и клуба «Торпедо» (Николаев), первый тренер — Геннадий Левицкий. В 2010 году выступал в клубе «Феникс-Ильичёвец-2». Первую часть сезона 2011/12 сыграл во второлиговом хмельницком «Динамо». Затем выступал в молодёжке «Кривбасса». В феврале 2014 года подписал контракт с симферопольской «Таврией». Дебютировал в украинской Премьер-лиге 16 мая 2014 года, выйдя на замену в поединке против мариупольского «Ильичёвца». В июле 2014 года переехал в Латвию, где подписал контракт с клубом «Юрмала». Под руководством бывшего игрока «Манчестер Юнайтед» Андрея Канчельскиса сыграл в 11 матчах чемпионата и отличился 1 голом, который забил 18 октября 2014 года в проигранном (1:2) поединке юрмальского дерби против местного «Спартака». В 2016 году выступал в любительском клубе «Врадиевка». В 2017 году переехал в Крым, где стал игроком «Крымтеплицы», которая выступает в Премьер-лиге Крыма.